# Деограсіас Фонсека Еспіноса
Деограсіас Фонсека Еспіноса (ісп. Deogracias Fonseca Espinosa; 21 березня 1908 — 25 березня 2006) — колумбійський військовик і політик, директор національної поліції, член військової хунти в 1957—1958 роках.

## Біографія
Народився 1908 року в місті Ібаге, навчався в місцевому коледжі Сан-Симона. Пізніше вступив до військового училища імені генерала Хосе Марії Кордови, закінчивши його 1928 року.
Командував батальйонами та військовими округами. Відзначився 16 травня 1933 року в бою при Гюєпі під час перуансько-колумбійської війни, в якому зазнав поранення. Після того обіймав посади командира батальйону, командира бригади й голови військової адміністрації міст Прадера (Вальє-дель-Каука) та Тумако (Нариньйо). Офіційно представляв Збройні сили Колумбії під час візиту колумбійської делегації до Сантьяго-де-Чилі. За диктатури Густаво Рохаса Пінільї займав пост керівника національної поліції.
У травні 1957 року ввійшов до складу військової хунти, що повалила диктатуру Рохаса Пінільї та мала на меті проведення демократичних виборів. 7 серпня наступного року хунта передала владу Альберто Льєрасу Камарґо, який здобув перемогу на тих виборах.
Помер 2006 року в Калі.